# Zeitkristall
Ein Zeitkristall ist ein Quantensystem, das im Grundzustand periodische Oszillationen einer oder mehrerer physikalischer Messgrößen aufweist.
Der zeitlich-periodische Grundzustand ist damit analog zum räumlich-periodischen Zustand eines konventionellen Kristalls. Beide Zustände können auch als Konsequenz spontaner Symmetriebrechung verstanden werden. Während im konventionellen Kristall die kontinuierliche Translationssymmetrie des Raums spontan gebrochen ist, resultieren die Oszillationen in einem Zeitkristall aus einem spontanen Bruch der Zeittranslationssymmetrie.
Mittlerweile ist bekannt, dass Zeitkristalle in Systemen mit kontinuierlicher Zeittranslationssymmetrie nicht möglich sind, doch gibt es Hinweise auf ein analoges Phänomen – den „diskreten Zeitkristall“ – in periodisch angeregten Systemen mit diskreter Zeittranslationssymmetrie.

## Theoretische Untersuchungen

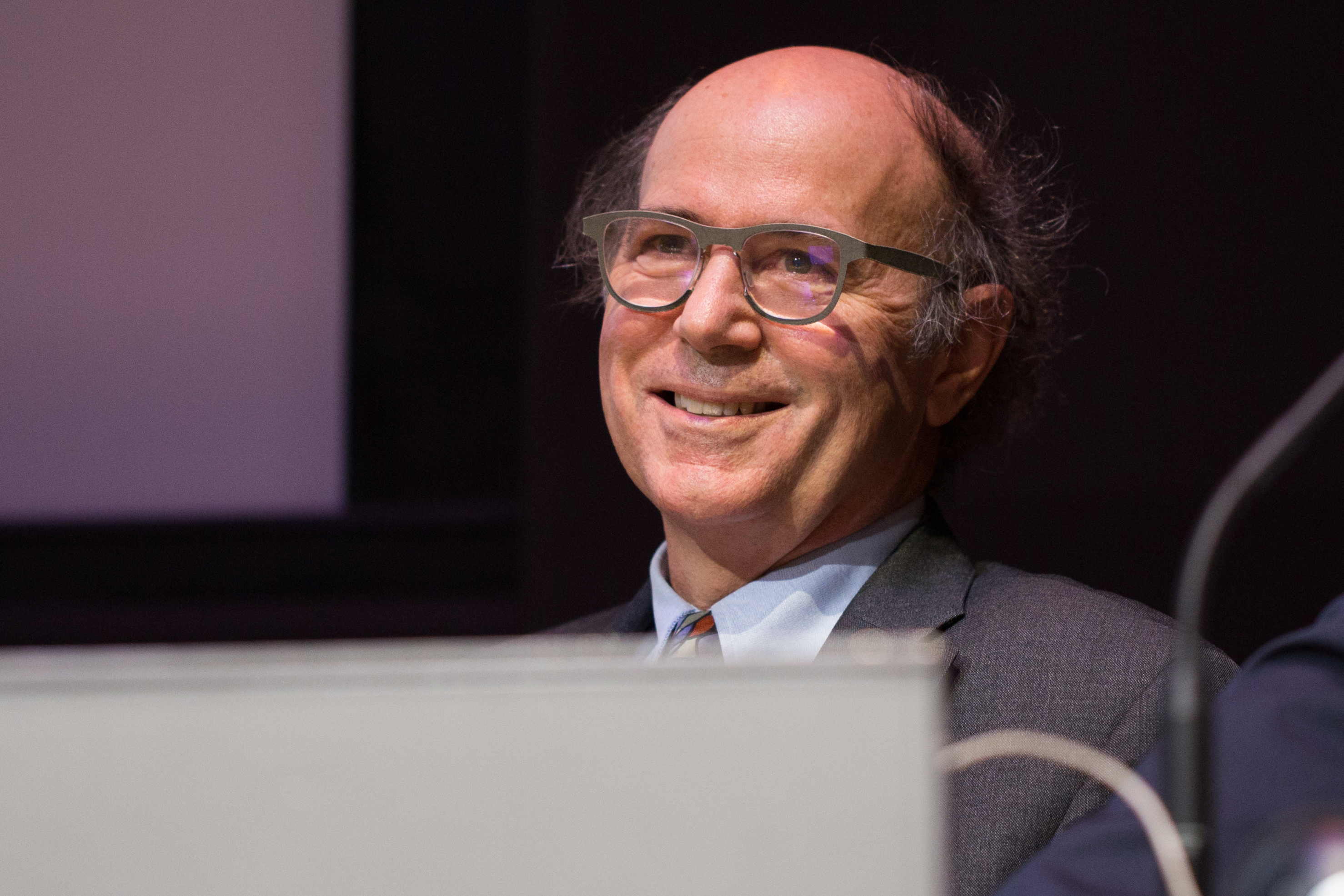
Frank Wilczek

### Grundkonzept
Im Jahr 2012 schlug der amerikanische Nobelpreisträger Frank Wilczek das Konzept eines Zeitkristalls vor. In einer ersten Arbeit mit Alfred Shapere zeigte er, dass ein klassisches System mit einer bestimmten Energie-Impuls-Relation Oszillationen im Grundzustand aufweisen kann. Da jedoch keine physikalischen Realisierungen dieser Relation gefunden wurden, wurde diese Idee zunächst nicht weiterverfolgt.
In einer zweiten Arbeit stellte er die Hypothese auf, dass quantenmechanische Systeme ebenfalls einen zeitkristallinen Grundzustand aufweisen können. Kurze Zeit später wurde eine physikalische Realisierung dieser Idee vorgeschlagen: Eine ringförmige Kette von Ionen in einer Ionenfalle, die in einem Magnetfeld spontan rotieren soll.

### No-Go-Theorem
Der französische Theoretiker Patrick Bruno zeigte allerdings, dass Systeme, die im Grundzustand spontan rotieren, im thermodynamischen Gleichgewicht nicht existieren können, und dass Wilczeks Grundidee somit nicht tragfähig ist. Darauffolgende Arbeiten anderer Theoretiker bestätigten und verallgemeinerten Brunos Argumentation.

### Diskrete Zeitkristalle
Weitere theoretische Untersuchungen ergaben allerdings Hinweise darauf, dass periodisch angeregte, wechselwirkende Quanten-Vielteilchensysteme stabile Zustände mit Oszillationen ausbilden können, deren Frequenz nicht wie üblich mit der Anregungsfrequenz identisch ist, sondern einer diskreten Sub-Harmonischen (d. h. einem Unterton bzw. ganzzahligen Bruchteil) dieser Frequenz entspricht. Da die Oszillationen die zeitliche Periodizität des angeregten Systems spontan durchbrechen, wurden solche Systeme in Analogie zu Wilczeks ursprünglichem Konzept „diskrete Zeitkristalle“ genannt. Die Stabilität dieser Zustände beruht auf dem Phänomen der „Vielteilchenlokalisierung“, das der Absorption von Energie aus der Anregung und somit einem Aufheizen des Systems entgegenwirkt.

## Experimentelle Untersuchungen
Die theoretischen Arbeiten motivierten mehrere Experimente, in denen gezielt nach zeitkristallinen Zuständen gesucht wurde.
Der Atomphysiker Chris Monroe und seine Arbeitsgruppe fanden in optisch angeregten Ketten von Ytterbium-Ionen Hinweise auf Oszillationen mit dem für diskrete Zeitkristalle vorhergesagten Verhalten. Insbesondere erwiesen sich die Oszillationen als robust gegenüber Variationen der Anregungsfrequenz.
Weitere experimentelle Bestätigungen ergaben sich aus Kernspinresonanz-Experimenten an Diamant-Defektzentren und an Molekülkristallen, die durch Mikrowellen-Einstrahlung angeregt wurden.
Die diversen Beobachtungen „diskreter Zeitkristalle“ weisen darauf hin, dass es sich um ein generelles Phänomen handelt, das sich in unterschiedlichen experimentellen Systemen äußert – unabhängig von deren speziellen Eigenarten.
Ein experimenteller Nachweis eines relativ großen Zeitkristalls gelang im Februar 2021.
Der erste diskrete Zeitkristall in einem offenen System, ein dissipativer Zeitkristall, wurde im Juli 2021 am Institut für Laser-Physik an der Universität Hamburg mit einem Bose-Einstein-Kondensat in einem optischen Resonator realisiert.

## Review-Artikel
- Krzysztof Sacha, Jakub Zakrzewski: Time crystals: a review. In: Reports on Progress in Physics. Band 81, Nr. 1, 2018, S. 016401, doi:10.1088/1361-6633/aa8b38, arxiv:1704.03735.
- Philip Ball: In search of time crystals in Physics World, 17. Juli 2018, abgerufen am 22. Dezember 2018, (englisch)